# Soup2Nuts
Soup2Nuts fue una compañía de producción conocida por la producción de series de comedia animadas orientadas a un público adulto. También se le conoce por la popularización de Squigglevision, que es una técnica de animación que se encarga de la reutilización de cuadros para lograr una animación más kinésica; y por su estilo de improvisación con los actores de voz.
Sus orígenes datan de 1995 con el nombre de Tom Snyder Productions, cuando la compañía creó y produjo su primera serie, Dr. Katz, para Comedy Central. En sus inicios la compañía también fue creadora de software educativo.
En el año 2001, tanto Soup2Nuts como Tom Snyder Productions fueron adquiridos por la editorial Scholastic Corporation.

## Series animadas producidas
- Dr. Katz (Comedy Central, 1995-2000)
- Science Court (ABC, 1997)
- Películas caseras (UPN, Cartoon Network, 1999-2004)
- Dick and Paula Celebrity Special (FX Networks, 1999)
- Hey Monie (BET, Oxygen Network, 2003)
- O'Grady (The N, 2004-)